# Endstation Prag
Endstation Prag (Originaltitel: Prag) ist ein dänisches Drama des Regisseurs Ole Christian Madsen aus dem Jahr 2006. Der Film erhielt größtenteils positive Kritiken sowie mehrere Preise.

## Handlung
Das Ehepaar Christoffer und Maja ist aus Dänemark in die tschechische Hauptstadt Prag gereist, um dort den Leichnam von Christoffers Vater abzuholen und nach Hause zu bringen, damit er in seinem Heimatland im Familiengrab bestattet werden kann. Die Filmhandlung beginnt damit, dass das Paar mit dem Zug in Prag einläuft; Christoffer hat Flugangst, sodass die Eisenbahn als Transportmittel gewählt worden war. Nachdem sie in ihrem Hotel eingecheckt haben, besucht Christoffer die örtliche Leichenhalle, die er aufgrund der verschlossenen Eingangstür auf skurrile Weise durch ein Fenster betreten muss. Da sein Vater die Familie vor über 30 Jahren verlassen hatte, ist er für Christoffer ein nahezu Fremder, mit dem er nur wenige Kindheitserinnerungen verbindet. Er betrachtet den Leichnam daher zum Erstaunen des anwesenden Personals recht emotionslos und verlässt die Einrichtung mit einem Karton, der einige Besitztümer des Verstorbenen, darunter ein Mobiltelefon, enthält.
Als zu Christoffers Überraschung das Telefon klingelt, meldet sich der Anwalt des Verstorbenen, der den Nachlass verwaltet und der sich später als der Liebhaber des Vaters entpuppt. Zurück im Hotel, konfrontiert er seine Frau mit seinem Wissen über ihre Affäre mit einem jüngeren Mann. Sie gesteht dies, hat aber ihre Liebe zu ihrem Gatten nicht verloren, der sich ihrer Meinung nach von ihr entfernt hat.
Christoffer erfährt vom Anwalt seines Vaters, dass der größte Teil des Vermögens für die Begleichung von Schulden verwendet wurde, dass er aber ein unbelastetes Haus geerbt hat. Bei der Besichtigung des abgelegenen Landhauses, lernt er die Haushälterin Alena kennen, die dort mit einer Tochter lebt und nebenbei in einem Nachtclub als Sängerin arbeitet. Die beiden verstehen sich schnell, obwohl sie nur Tschechisch und der nur Dänisch und Englisch spricht. Der Anwalt erzählt, dass sein Vater eine Partnervermittlung für homosexuelle Männer betrieben hatte. Er entscheidet sich, den Leichnam entgegen der ursprünglichen Pläne in Tschechien zu lassen, schenkt das geerbte Haus Alena und zieht einen Schlussstrich unter die Ehe mit Maja, um ein ganz neues Leben beginnen zu können.

## Produktion und Veröffentlichung
Am Drehbuch beteiligt war neben dem Regisseur der mehrfach ausgezeichnete dänische Schriftsteller und Drehbuchautor Kim Fupz Aakeson. Kameramann war wieder Jørgen Johansson, mit dem Madsen 2001 in dem Film Kyra sieht alles erstmals zusammengearbeitet hat, und der in der Folge zu seinem bevorzugten Kameramann wurde. Die Musik komponierte Jonas Struck, sein Debüt als Filmkomponist.
Premiere des Films war am 12. September 2006 auf dem Toronto International Film Festival, Deutschlandpremiere am 16. November desselben Jahres auf dem Mannheim-Heidelberg International Film Festival. 2006 brachte Film Confect eine DVD in der Originalfassung mit deutschen Untertiteln heraus. 2014 erschien bei Rough Trade Distribution eine DVD in deutscher Sprache. Mikkelsen wird in dieser Fassung von Matthias Klie synchronisiert.

## Rezeption

### Kritik
Der Kritiker von filmfriend.de schreibt dem Film eine rundum positive Kritik und lobt neben der Leistung des Hauptdarstellers ausdrücklich die Arbeit des Kameramanns und des Filmkomponisten. Mikkelsen zeige sein Talent fürs Dramatische „an der Schwelle zum internationalen Durchbruch.“ Der Handlungsort scheine mit Bedacht gewählt. „In Endstation Prag grüßt Franz Kafka an allen Ecken.“

### Auszeichnungen
Bodilverleihung 2007
- Bester Film, nominiert
- Beste Hauptdarstellerin: Stine Stengade, nominiert
- Bester Hauptdarsteller: Mads Mikkelsen, nominiert
- Beste Kamera: Jørgen Johansson, gewonnen

Robertverleihung 2007
- Bester dänischer Film, nominiert
- Beste Regie: Ole Christian Madsen, nominiert
- Bester Hauptdarsteller: Mads Mikkelsen, nominiert
- Beste Kamera: Jørgen Johansson, gewonnen
- Bestes Szenenbild: Jette Lehmann, nominiert
- Bestes Kostüm: Margrethe Rasmussen und Marketa Prochazkova, nominiert
- Bester Ton: Hans Møller, gewonnen
- Bester Schnitt: Søren B. Ebbe, nominiert

Marrakech International Film Festival 2006
- Golden Star: Ole Christian Madsen, nominiert

Zulu Awards 2007
- Bester Hauptdarsteller: Mads Mikkelsen, gewonnen